# Joseph-Barnabé Saint-Sevin
Joseph-Barnabé Saint-Sevin (francès: Joseph-Barnabé Saint-Sevin dit L'Abbé le Fils)  (Agen, 11 de juny de 1727 - París, 25 de juliol de 1803) fou un violinista i compositor francès.
Joseph-Barnabé va ser un compositor i violinista francès. Segons la musicolega Sheila Nelson, El treball molt important de L'Abbé le fils... posa a França per davant a la resta d'Europa pel que fa a la tècnica del violí.
Va ser una personalitat important a l'escola de violí francès virtuós del segle xviii, compositor i, de manera més memorable, autor d'un mètode de violí molt influent, el primer mètode de violí francès substancial d'aquesta època: Principes du Violon (1761). Va estudiar amb Jean-Marie Leclair.
Va ser fill del violoncelista Philippe Saint-Sevin (labbé cadet) i el nebot de Pierre Saint-Sevin (lAbbé l'ainé).

## El nen prodigi
Joseph-Barnabé va néixer a Agen l'any 1727, on el seu pare i el seu oncle eren mestres musicals de l'església de Saint-Caprais. Segons Benjamin de Laborde, va ser des d'allà on els van batejar "L'Abat" pel petit collar que els portava la seva professió. Encara segons Laborde, Joseph-Barnabé va venir a París el 21 de novembre de 1731 i el seu pare li va ensenyar música. Ja l'any 1739 (encara no tenia dotze anys) Joseph-Barnabé va guanyar l'examen d'accés a l'orquestra de la Comédie Française en competició amb virtuosos experimentats com Mangean i Branche. En aquesta ocasió, Jean-Marie Leclair es va adonar d'ell i el va acceptar com a alumne. Aquí de nou, l'èxit va ser la clau, perquè el setembre de 1741 amb Pierre Gaviniès (un altre jove de tretze anys que també faria molt parlar d'ell), van interpretar junts al "Concert Spirituel des Tuileries" una composició del seu mestre "generalment aplaudida". per una gran congregació.
Amb prou feines dos mesos després d'aquest èxit, el jove prodigi irromp a l'armari del seu pare, li roba tots els estalvis, va a reservar plaça a la propera diligència de Bordeus i s'amaga en un graner mentre espera la sortida. El seu pare el va descobrir allà i va obtenir una carta de cachet del comte de Maurepas perquè el tanquessin a Saint-Lazare. Però, molt ràpidament, el pare demana la seva llibertat. I el 23 de desembre, el cardenal de Fleury va signar un "bo per la llibertat" per permetre al pare del jove "fer-li continuar els seus exercicis". Excel·lents exercicis que el van portar a entrar a l'Òpera l'any 1743 als 16 anys.

## El virtuós
A l'Òpera es va fregar durant molt de temps amb el seu oncle i el seu pare. Efectivament, abandonarà la Reial Acadèmia de Música l'any 1764 "sense haver demanat una pensió, encara que se li va concedir, i sense que se li ofereixin" segons Laborde.
Brillarà no només a l'Òpera, sinó també al Concert Espiritual on actuarà sovint entre 1744 i 1754 i on es notarà pel seu virtuosisme interpretant obres de moda com la Primavera de Vivaldi, composicions dels seus mestres i col·legues com així com la seva.
En la seva última aparició, el dia de Nadal de 1754, apareixerà dues vegades com en una mena de gran final de focs artificials. El concert començarà amb una simfonia de composició pròpia. Amb Salantin, Bureau i Perrier interpretarà tot seguit una sèrie de cançons arranjades per ell. Mademoiselle Fel hi serà, com a la seva primera actuació, i potenciarà la sessió amb les seves cançons.
Els seus contemporanis són unànimes a lloar les qualitats de l'intèrpret i el seu virtuosisme. Per Laborde "Mr. l'Abbé fils va ser un dels millors músics d'orquestra que hi ha hagut mai".

## El compositor
L'Abbé le Fils) va compondre entre 1748 i 1772 moltes obres, moltes de les quals s'han conservat. Es tracta de sonates, simfonies, duets i també diverses col·leccions d'aires variats inspirades en peces de moda franceses i italianes de Pergolèse, Latilla, Ciampi, Campra, Casanéa de Mondonville, Rameau. També posa en simfonia el famós sonet d'Exaudet, el seu col·lega de l'Òpera. Dedica les seves obres a aficionats o protectors il·lustrats.
Pel que fa a les innovacions, el músic es presenta com el primer que ha introduït les bateries dels sons harmònics a la nostra literatura del violí. Les seves sonates són considerades pels especialistes com una bona comparació amb les del seu mestre Jean-Marie Leclair. Les seves simfonies semblen ser d'un gran modernisme. Els seus aires variats presenten la síntesi de l'art de la variació cap al 1760.

## Obres musicals
Lionel de La Laurencie va fer un inventari detallat i Barry S.Brook el va completar i corregir.
- Sonates per a violí sol, obra I (1748)
- Sis simfonies per a tres violins i un baix, Obra II (1753).
- Primera col·lecció d'aires francesos i italians, amb variacions, per a dos violins, dos abrics o per a flauta o oboè amb violí (1756)
- Segona col·lecció d'aires francesos i italians, amb variacions, per a dos violins, dos abrics o per a flauta amb violí (1757)
- Tercera col·lecció (1760)
- Aires força ajustats i variats per a violí sol, Obra VII (1763)
- Minuet de MM Exaudet i Granier, ambientat en una gran simfonia, amb variacions per a dos violins, oboè o flautes, viola, dues trompes, violoncel o fagot (1764)
- Sis sonates per a violí i baix sol, Obra VIII (aproximadament la mateixa data)
- Quarta col·lecció de duets d'òpera còmica per a dos violins (1772)
- Aquestes obres es conserven a la Biblioteca Nacional de Música, excepte l'obra II que es troba al Conservatori de Brussel·les.

L'obra I ha estat objecte d'una edició moderna a la col·lecció Joseph Debroux. Algunes obres de Joseph-Barnabé han estat reeditades, com ara les Editions Garland de Nova York el 1991.

## El pedagog
Va ser l'any 1761 quan Joseph-Barnabé va treure la primera edició dels "Principis del violí, per conèixer la digitació d'aquest instrument i les diverses comoditats a les quals és susceptible" una obra dedicada al marquès de Rodoüan de Damartin, mosqueter. de la segona companyia de la Guàrdia del Rei.Una nova edició dels Principis havia d'aparèixer uns deu anys més tard.
La Laurencie parla del valor realment excepcional del mètode i el considera l'únic mètode francès seriós que va aparèixer durant el segle xviii.
Aquests principis són republicats regularment per les Edicions Minkoff a Ginebra. Aristide Wirsta va ser objecte d'un important estudi tècnic l'any 1961. Diverses tesis i articles acadèmics analitzen les teories de 'L'Abbé le fils i particularment les referents al maneig de l'arc, que l'autor considerava "l'ànima de l'instrument".

## La casa bonica, la dona amable
La Borde, que havia de ser guillotinat el 1794, va escriure en el seu Assaig sobre la música antiga i moderna publicat el 1780: 
| « | "Des de fa uns anys s'ha retirat a una bonica casa que té a Maisons prop de Charenton, i gaudeix suaument del fruit del seu talents, amb una dona encantadora amb qui es va casar fa més de deu anys". | » |

La Borde estava ben informat perquè és cert que el matrimoni Saint-Sevin posseïa una casa a Maisons (avui Maisons-Alfort) També és cert que el juliol de 1762 Joseph-Barnabé es va casar amb Jeanne Tronchet de Minville. Si, en el contracte matrimonial, l'aportació del nuvi es resumeix en tres línies: "vuit mil lliures en mobles, llençols i roba per al seu ús dels seus guanys i estalvis", la fortuna de la núvia que viu a la rue de Berri. au Marais s'estén en més d'onze pàgines: valors anuals, accions de granges generals, reconeixements de deutes, efectiu, mobles, llençols, joieria, vaixella, puntes i argenteria. Un sol parell d'arracades de trenta-vuit quirats s'estima en 7.600 lliures, als quals cal afegir 10.000 lliures per les dues grans pedres del mig. Per una sola joia, quasi trenta anys de sou de Joseph-Barnabé a l'Òpera!.
Sobre l'origen de la fortuna i la vida prèvia al seu matrimoni de la núvia, sabem molt de l'expedient que l'inspector Meusnier i els seus col·legues del 2n Despatx, disciplina de la moral han recopilat sobre les seves activitats i que es conserva a l'Arxiu. de la Bastilla (Biblioteca de l'Arsenal): un conjunt de més de setanta pàgines que es llegeix com una telenovel·la nascuda de la imaginació d'un novel·lista naturalista.
Sabem que Jeanne Tronchet va néixer l'any 1723 a Cavaillès d'un pare militar del regiment de la Provença i d'una mare reparadora. Tenia deu anys quan va morir la seva mare. El seu pare marxa a la guerra, la posa amb la seva germana al carruatge dels invàlids amb destinació a París. Allà va agafar sarna i va anar d'hospital en hospital per trobar-se al carrer amb: "els sabaters, paletes,.....i altres a dos i quatre pisos...No va estar dos mesos sense la verola."
És difícil dir quan i com va aconseguir Jeaneton aixecar-se dels barris marginals, la misèria i la sordidesa al món de l'aristocràcia i les finances, però és possible que ho degui a ser una dona simpàtica i també al fet que era, segons a Meusnier, morena, prima, força bonic. Amb, sens dubte, una forta personalitat perquè, si s'ha de creure Meusnier, n'ha portat més d'un pel nas. La llista dels seus protectors inclou noms coneguts i els informes policials relaten les extravagències d'aquests senyors. Per a ella ens arruïnem, ens convertim en tragèdies. Ens sotmetem als seus capritxos: un bon vespre de maig de 1756, La Delle Mainville va sopar amb l'antic Chamberlain de Sologne. Ella li demana diners i ell li contesta que no en tenia. Meusnier relata: "Es diu que li va caure a sobre i que després d'haver-lo colpejat com un guix, va fer que els cavalls s'encarreguessin de tornar a casa".
Alguns noms de protectors de la bella Jeanne: el duc de Crussol d'Uzès, el senyor Le Gendre d'Ormoy, el senyor Rondé, caixer general de finances i fill de Rondé, orfebre del rei, el marquès de Chambonnac, el marquès de Ximenès, el senyor Dambray, capità de les guàrdies, el marquès de Valberrer. Està «assegurat», escriu Meusnier el gener de 1749, que el comte de Clermont, abat comendatari de Saint Germain des Près, va de vegades al carrer de Cléry, on viu Jeanne. Entre 1751 i 1757 "tenim": el comte de Coubert, l'antic camarlenc de Sologne, el senyor de Flavencourt, el senyor de la Bonnière, un tal Bois de Vigny (un lladre segons Meusnier) i uns quants més. D'aquestes trobades van néixer dotze infants.

## Fruit del talent
Tots els autors coincideixen que després del seu matrimoni Joseph-Barnabé va viure, com diu Laborde, del fruit del seu talent dedicant la seva vida a la docència i la composició. I, efectivament, va publicar quatre col·leccions després del seu matrimoni entre 1763 i 1772. L'adreça indicada als tres primers el situa a la rue de Berry de la seva dona, al Marais.
Només serà escoltat en una ocasió per l'Avant Coureur, la d'una solemnitat donada a la Sainte-Chapelle per a la Cambra de Comptes, on el 26 de març de 1763, va acompanyar un cant de M. Doriot, professor de música a la Sainte-Chapelle.
El juny de 1790, la casa Maisons-Alfort es va vendre per 10.000 lliures.

## Sol, pobre i oblidat
Va ser el 3 d'abril de 1791 que Jeanne Tronchet, esposa de Joseph-Barnabé, va morir a París, a l'antiga parròquia de St François d'Assise, als seixanta-set anys.
Abans de la seva mort, les preocupacions econòmiques ja devien sorgir i la venda l'any 1790 a la parella Noblot de la casa de Maisons, en part al comptat, en part a crèdit, n'és probablement una de les conseqüències. I, l'any 1792, va ser sens dubte per aquests mateixos problemes monetaris que Joseph-Barnabé es va veure reduït a demanar una plaça de controlador a l'amfiteatre de l'Òpera, que s'havia convertit en el "Théâtre de la République et les Arts".
Però, quan acabava els setanta-tres anys de vida, el seu director, Ciutadà Devismes, el 26 germinal any VIII (16 d'abril de 1800) li van avisar del seu acomiadament per raó de la seva avançada edat, al mateix temps que el pagament. d'una pensió de 500 francs anuals fins al final dels seus dies.
Des de principis de l'any següent, quan el "Théâtre de la République et des Arts" s'havia convertit en Théâtre des Arts, el ciutadà L'Abbé va demanar al ciutadà ministre de l'Interior que es beneficiés del nou règim de pensions que s'acabava d'instituir. L'expedient que va generar aquesta sol·licitud es conservava a l'Arxiu de l'Òpera (Arxiu Nacional), amb les seves peticions d'informació addicional, informes i anar i tornar que l'administració ja tenia i guardava en secret. Una dotzena de peces en total, l'última de les quals va ser enviada el 30 de Ventôse, any X 21 de març de 1802) pel director del Théâtre des Arts al ministre de l'Interior (que ja no és ciutadà) on es proposa de portar la pensió del Ciutadà Sevin, diu l'abat, a 600 francs, afegint .. vol dir portar-la al nivell més baix possible. També observaré que el desgraciat artista és tan vell i incomodat que no hi ha motius per creure que en gaudeixi molt de temps.
Monsieur Cellerier era probablement un bon gestor perquè tenia un sentit dels imperatius financers i un coneixement íntim del seu personal, ja que Joseph-Barnabé no havia de costar molt car les finances de l'Òpera quan va morir el 25 de juliol de 1803 a París, a casa del ciutadà Eloy-Adrien Tatin, sabater, al número 32 de la rue Grenétat (avui Greneta). També sembla que la seva petició de pensió complementària no va tenir seguiment perquè no hi consta cap menció a l'expedient del seu patrimoni.
Datat el 26 de juny de 1799, un inventari detallat del mobiliari que hi havia a l'apartament i que va pertànyer al sabater, ens diu que l'allotjament era al tercer pis, al darrere, amb una sola finestra que donava al passatge, allà o Madame Tatin però tota aquesta ceràmica.
L'equipament és bàsic: un llit, cortines de lli a quadres blaus i blancs, una tauleta de nit i la seva olla, un armari, un bidet, un mirall, una taula, una calaixera, una butaca de vellut Utrecht, dues butaques, una secretària damunt de marbre, dues cadires, un gravat, quatre quadres petits, un tabaquer i la seva mosca, dos canelobres platejats.
Aquest mateix document ens diu que el ciutadà Joseph-Barnabé Saint-Sevin va ocupar l'allotjament des de la seva sortida de la residència d'avis. Això confirma els problemes de salut ja esmentats.
Sense hereus directes, la successió de Joseph-Barnabé va caure en desherència. Pobra successió en veritat, de la qual dona el detall l'inventari dels béns de l'antic artista elaborat el 20 de gener de 1804 per l'administració dels Dominis. En un armari, tota la seva roba: quatre abrics de tela i camelot, tres pantalons i una jaqueta de vellut, un parell de mitges, dos parells de sabates, un barret rodó, quatre camises, quatre tovalloles, vuit mocadors, una gorra de cotó, dos parells. de mitges, cinc parells de sabatilles, quatre diademes, nou colls, tres calçotets, un calçó nankin. Sense violí.
L'informe de la venda relata com una segona mort, totes les precaucions preses per garantir la regularitat de la venda: el precintat, el transport dels objectes a una habitació de l'Hôtel Soubise, el pagament del personal encarregat del transport, fins al detall de la venda el 4 de Fructidor any XII, en benefici de la República Francesa enviada en possessió de la finca. La roba es divideix en cinc lots per un total de 35 fr. 40.
Trenta-cinc francs quaranta com a pagament final d'una vida que, tanmateix, era fou rica!